# Königsberg (tàu tuần dương Đức)
Königsberg là một tàu tuần dương hạng nhẹ thuộc lớp tàu tuần dương K được Hải quân Đức đưa ra hoạt động giữa hai cuộc thế chiến. Nó đã phục vụ trong Chiến tranh Thế giới thứ hai, và đã bị máy bay của Không lực Hải quân Hoàng gia Anh đánh chìm tại cảng Bergen, Na Uy ngày 10 tháng 4 năm 1940 trong Chiến dịch Na Uy.

## Thiết kế và chế tạo
Lớp tàu tuần dương K, vốn còn bao gồm các tàu chị em Karlsruhe và Köln, được thiết kế trong những năm 1920 trong giới hạn tải trọng 6.000 tấn đặt ra bởi Hiệp ước Versailles. Chúng sử dụng cả hai loại động cơ turbine hơi nước và động cơ diesel; và do 85% kết cấu con tàu được hàn thay vì nối bằng đinh tán, chúng mắc phải những vấn đề về độ bền kết cấu và độ ổn định khi đi biển.
Được đặt tên theo thành phố Königsberg (sau này là Kaliningrad), nó được đặt lườn tại xưởng tàu Reichsmarinewerft ở Wilhelmshaven vào ngày 12 tháng 4 năm 1926; được hạ thủy vào ngày 26 tháng 3 năm 1927 và được đưa ra hoạt động vào ngày 17 tháng 4 năm 1929.

## Lịch sử hoạt động
Sau một số chuyến viếng thăm các cảng nước ngoài vào những năm 1930, Königsberg hoạt động dọc theo bờ biển Tây Ban Nha từ tháng 11 năm 1936 đến tháng 1 năm 1937 trong cuộc Nội chiến Tây Ban Nha. Khi Chiến tranh Thế giới thứ hai nổ ra vào tháng 9 năm 1939, chiếc tàu tuần dương đảm nhiệm vai trò một tàu huấn luyện ngư lôi tại biển Baltic, rồi sau đó trong các hoạt động rải mìn tại Bắc Hải (Chiến dịch "Westwall").
Vào đầu tháng 4 năm 1940, Königsberg tham gia Chiến dịch Weserübung, cuộc tấn công chiếm đóng Na Uy. Nó nằm trong thành phần Đội đặc nhiệm 3 trong việc vận chuyển binh lính từ Wilhelmshaven đến Bergen, Na Uy cùng với chiếc tàu tuần dương chị em Köln, tàu huấn luyện pháo binh Bremse và các tàu phóng lôi Wolf và Leopard. Königsberg và Bremse bị hư hại bởi hỏa lực của các khẩu đội pháo phòng thủ duyên hải Na Uy bố trí tại pháo đài Kvarven vào ngày 9 tháng 4 năm 1940, khiến chúng phải ở lại cảng trong khi những con tàu khác quay trở về Đức. Ngày hôm sau, 16 máy bay ném bom bổ nhào Blackburn Skua của Không lực Hải quân Hoàng gia Anh (gồm 7 chiếc của Phi đội 800 và 9 chiếc của Phi đội 803) xuất phát từ Căn cứ Không lực Hải quân Hoàng gia Hatston, Orkney đã đánh trúng ba phát trực tiếp lên Königsberg. Con tàu lật nghiêng và chìm trong cảng Bergen.

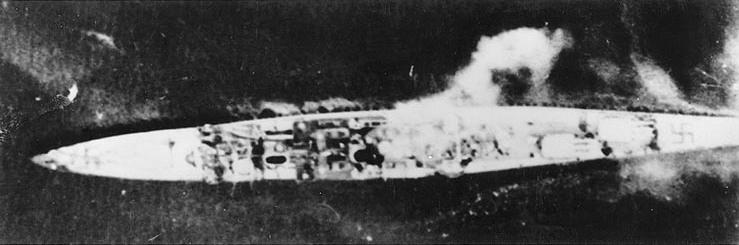
Königsberg đang bị tấn công tại Bergen

Xác tàu đắm được cho nổi lên vào ngày 17 tháng 7 năm 1942, và sau khi được dựng đứng trở lại vào tháng 3 năm 1943, nó được sử dụng làm cầu tàu cho tàu ngầm U-boat. Nó bị lật úp một lần nữa vào ngày 22 tháng 9 năm 1944, và được tháo dỡ sau khi Thế Chiến II kết thúc tại Bergen.